# Itagaki Taisuke
Itagaki Taisuke (Kochi, 21. svibnja 1837. – Tokyo, 16. srpnja 1919.) je japanski političar.

## Životopis
Sudjelovao je u revoluciji 1867. – 1868. Nakon poraza šogunata postao je 1871. – 1873. carev tajni savjetnik, 1878. ministar za javne poslove, 1880. ministar unutrašnjih poslova. Osnovao je 1881. prvu političku stranku u Japanu Jiyu-to (liberalna stranka). Godine 1898. ponovno je postao ministar unutrašnjih poslova, a 1900. povukao se iz političkog života. Borio se za priznavanje demokratskih političkih sloboda i uvođenje liberalnoga parlamentarnog državnog sustava u Japanu (po uzoru na Veliku Britaniju ili SAD), pa je poradi toga nazivan i "japanski Rousseau". 